# Bampur
Bampūr (farsi بمپور) è una città e capoluogo dello shahrestān di Bampur, circoscrizione Centrale, nella provincia del Sistan e Baluchistan in Iran. Aveva, nel 2006, una popolazione di 9.073 abitanti. 
Si trova al centro della provincia, 22 km ad ovest di Iranshahr; a sud della città scorre il fiume Bampur. La zona è agricola, si produce frutta e verdura, datteri ed agrumi.
La valle di Bampur è ricca di siti archeologici e sono stati rinvenuti segni di insediamenti umani risalenti al III millennio a.C..